# Eleazar (pintor)

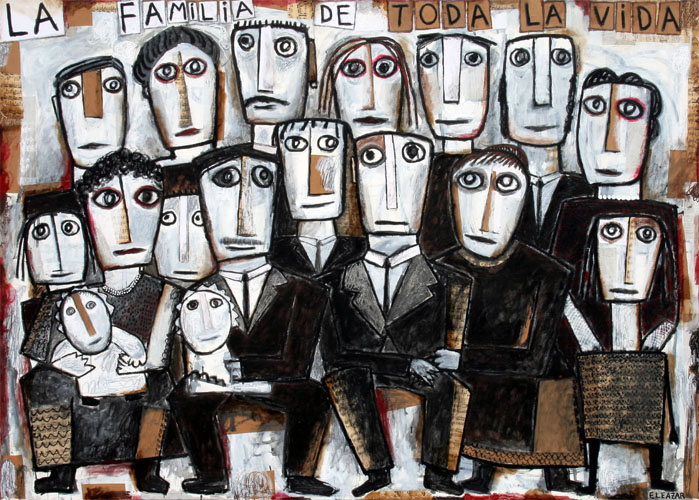
La Familia: La Familia de toda la vida. 210 x 150.

Eleazar (Siles, Jaén, 15 de septiembre de 1954) es un pintor y escultor español. Vive y trabaja en Barcelona, ciudad en la que tiene su taller desde el año 1979.

## Biografía

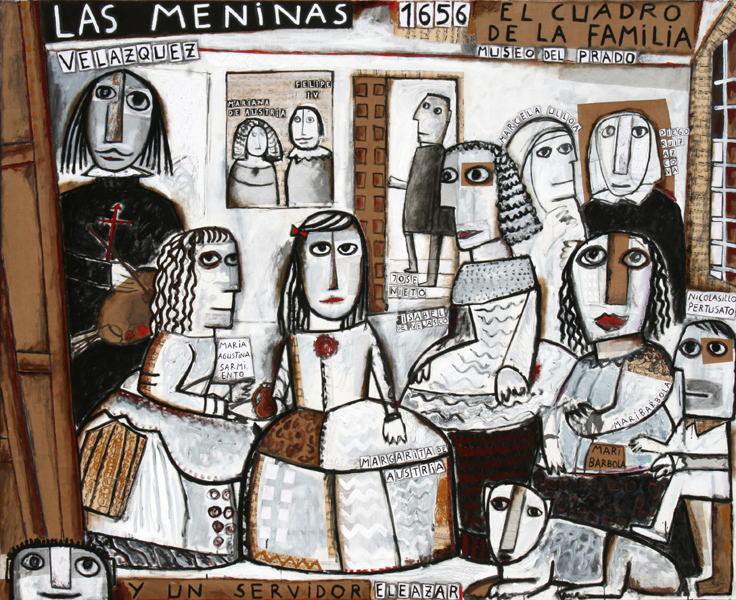
Familias Reales: Las Meninas y un servidor. 200 x 180.

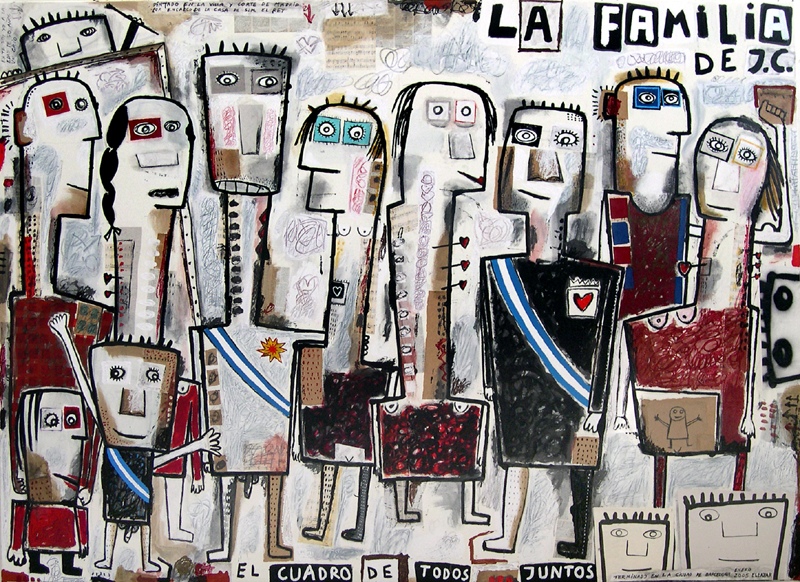
Familias Reales: La Familia de J.C. 216 x 159.

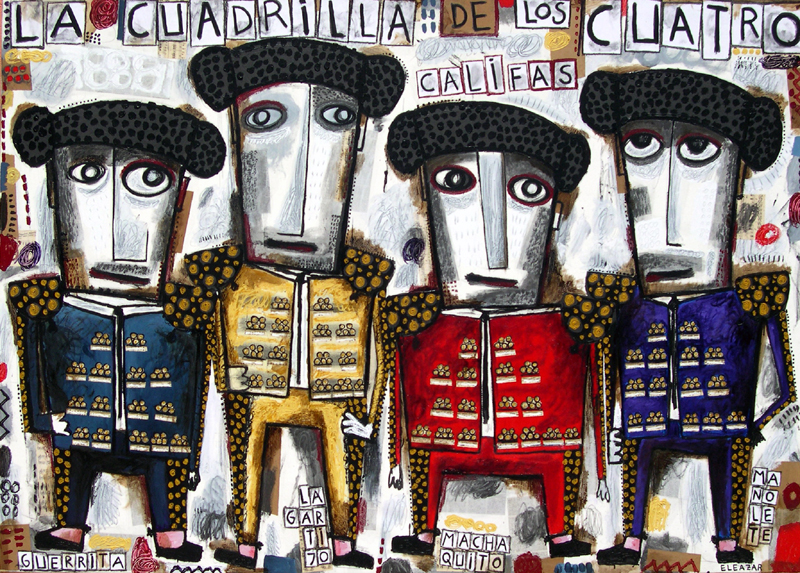
Made in Spain: La Cuadrilla de los cuatro Califas muertos en la cama. 210 x 150.

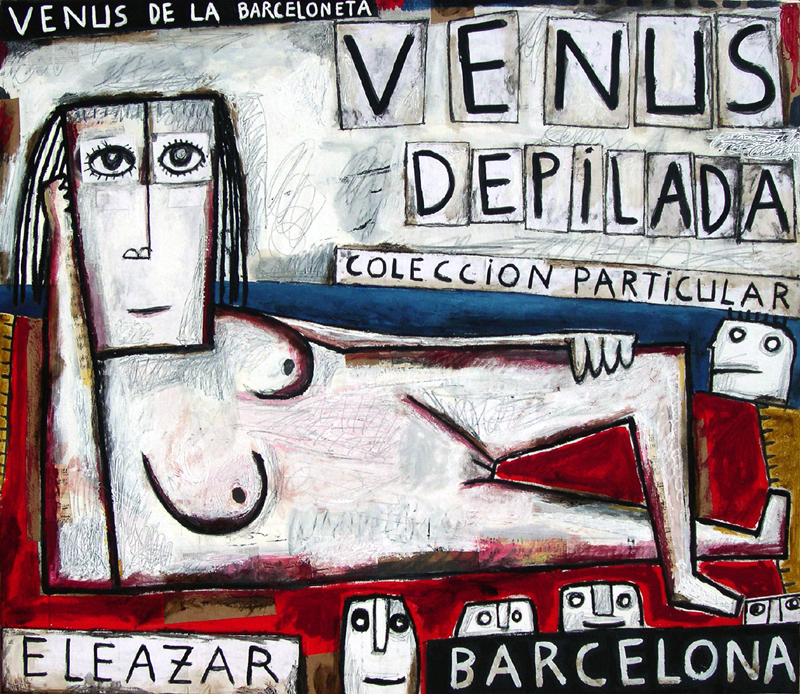
Diosas: Venus depilada. Venus de la Barceloneta. 150 x 130.

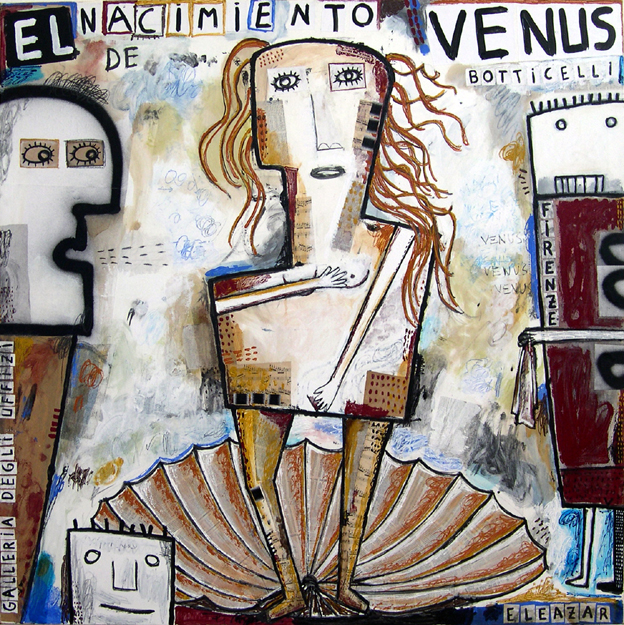
El Desnudo: El Nacimiento de Venus. 150 x 150.

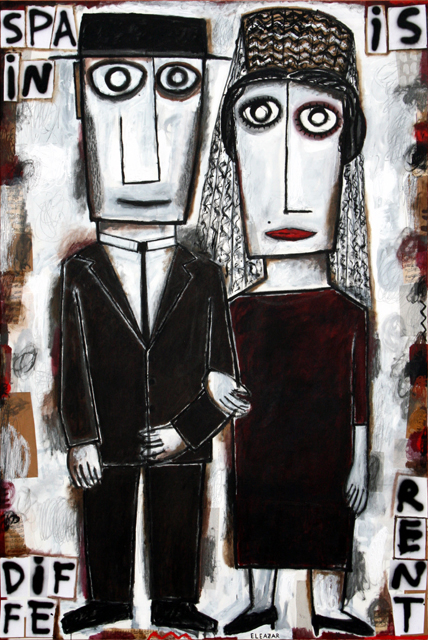
Made in Spain: Spain is different. 240 x 160.

Comenzó sus estudios de Bellas Artes en la Facultad de Sevilla (1978), trasladándose posteriormente a la Facultad de Sant Jordi de Barcelona, en donde se licenció en la especialidad de Imagen (1982). Tras unos años pintando abstracto con configuraciones "all-over" (Palimpsesto), en los que la letra y la palabra tenían una fuerte presencia simbólica y compositiva para elaborar su discurso plástico, decidió, a la vuelta de un viaje al África Negra y a la India, pasarse al campo figurativo para conectar con el entorno más cotidiano que le rodeaba: su familia y sus amigos.
Fruto de este cambio temático y compositivo e influenciado por el art brut y por el grafiti callejero, comenzó una etapa de depuración y estilización de unas figuras y de unas superficies que, a causa de su esquematismo, exigían ser definidas con firmeza para reducir, hasta donde le era posible, el artificio propio del arte. De esta manera se hace perfectamente distinguible (serie Landscapes), las reminiscencias de su etapa anterior, donde el marasmo urbano se vuelve casi delirante, y en el que se destaca el espacio que ocupa cada una de las figuras, no mediante el perfilado que tanto caracterizó a los expresionistas de la primera época, y a los "nuevos salvajes" ulteriores, sino mediante la acotación limpia de unos planos que hacen de "casas" en los que son acogidas esas figuras.
Ha realizado numerosas exposiciones tanto en España como en el resto de Europa y su obra figura en importantes colecciones públicas y privadas de Europa, Estados Unidos, Australia, Japón y Canadá. [cita requerida]

## Pintura
Eleazar, es un artista al que le gusta trabajar por series, para lo cual escoge un tema por el se siente una especialmente atracción, y lo desarrolla a través de un gran número de piezas hasta prácticamente "agotarlo".
Entre sus últimos trabajos merece la pena destacar la serie dedicada a España “Made in Spain”, con una particular visión, llena de humor y de ironía, sobre aquellos mitos culturales y folclóricos con los que habitualmente se ha visto y se ha retratado a su país. Una iconografía llena de personajes tópicos de una España subdesarrollada, de la vida rural preindustrial, como son la pareja de la guardia civil, el cura de pueblo, los abuelos, la monja de clausura, el legionario, etc

En “Made in Maroc”, otra de sus series y lugar en el que permaneció durante algo más de cuatro meses, el pintor pone su mirada en el siglo XIX, en donde las Odaliscas y los Pachás se funden, sin solución de continuidad, con el Marruecos más reciente. 
En “Diosas” reinterpreta a los clásicos que han servido, y sirven, de fuente de inspiración de muchos artistas. De este modo, partiendo del conocido desnudo de Giorgione "Venus dormida", que posteriormente tanto influiría en Tiziano y en Manet, lleva a cabo una evolución en el tiempo y en la temática que hace que cambie, a los ojos del espectador moderno, el mensaje último que la Venus transmite, más acorde con nuestros tiempos en los que han desaparecido los paisajes idílicos y ahora las “Venus”, o se muestran en todo su esplendor en una playa a la vista de cualquiera, o se refugian en la intimidad de sus casas para ofrecer sus servicios conectándose a la red.
En la serie “Ellas”, del 2007, refleja con humor las críticas de la rutina del día a día, a la vez que una fina y mordaz ironía, menos hiriente que tierna, parecen manifestar su empatía con el pequeño Apocalipsis que cada persona experimenta a diario. Al pintor le gusta jugar con los códigos urbanos, acompañándolos de títulos explicativos en donde la idea, poética y sensible, es la que prevalece. 
En la serie “La Familia”, el artista  parte del núcleo familiar y se inspira en la fotografía del siglo XX para llevar a cabo, a través del retrato, la evolución de una sociedad y de una cultura que poco se diferencia de la que ya se describió en la novela picaresca.
Ha realizado diferentes reinterpretaciones de pintores y obras clásicas, rindiendo de este modo un homenaje a todos aquellos artistas por los que se ha sentido atraído. Entre los pintores clásicos conviene destacar la serie dedicada a Velázquez, así como la serie de “Santos y Mártires”, con la mirada puesta en el románico, por el que el pintor siente una especial y cómplice admiración.
En noviembre de 2010 le fueron censuradas dos obras en la Diputación de Málaga, porque a juicio de esta institución denigraba a los político.

## Escultura
Es una disciplina a la que se enfrenta en contadas ocasiones en series muy cortas y limitadas. Le sirve para llevar al campo tridimensional aquellas figuras que previamente ya han tomado cuerpo en la tela. Generalmente emplea el bronce y la madera, sin renunciar a otros materiales que puedan enriquecer el resultado final de la obra.

## Textos
Además de pintar y de hacer escultura, le gusta escribir, por lo que suele redactar los prólogos de sus catálogos, al tiempo que muchas de sus obras las acompaña con textos explicativos que son una extensión y una parte más de su pintura. Fruto de esta “necesidad de escribir” que le acompaña desde siempre en su pintura y que el pintor estima necesario para explicar y analizar su trabajo, durante su estancia en Marruecos mantuvo una intensa relación epistolar con gran parte de sus clientes y amigos, a los que iba informando de todos y cada uno de los cuadros que pintaba, invitándoles a que participasen con él en la lectura y comprensión de la obra.
En mayo de 2013 publica su primera novela titulada La Promesa (El Gordo, la Prima y el Flash Crash) en el que en tono de humor describe la situación política y económica por la que está atravesando España.

## Ilustración
En 2005 ilustró una edición especial de “El Quijote” en conmemoración del IV Centenario de la publicación de esta obra, pintando los retratos de los 25 principales personajes de la novela.
En 2012 ilustró las portadas del libro “Aportes recientes a la literatura y el arte españoles: Estudios de critica narrativa” y el del libro "El Novio de la Muerte"